# Giải bóng đá vô địch quốc gia Guam 1994
Thống kê của Giải bóng đá vô địch quốc gia Guam mùa giải 1994.

## Tổng quan
Tumon Taivon giành chức vô địch.